# Бекман, Арнольд
Арнольд Орвилл Бекман (англ. Arnold Orville Beckman; 10 апреля 1900[…], Каллом, Ливингстон, Иллинойс — 18 мая 2004[…], Ла-Холья, Калифорния, США) — американский химик, изобретатель pH-метра, основатель компании Beckman Instruments. Также известен тем, что в 1956 предоставил финансирование первому предприятию, занявшемуся производством кремниевых полупроводников в Силиконовой долине.

## Ранние годы
Бекман родился в Калломе, штат Иллинойс, который в то время был фермерским селением, в семье кузнеца. В девять лет Бекман нашёл старый учебник «Четырнадцать недель химии Джоэла Дормана Стила» и начал воспроизводить эксперименты. Отец поддержал его научные интересы, позволив ему превратить склад для инструментов в лабораторию.
В 1912 умерла мать Бекмана, Элизабет. Его отец, Джордж Бекман, сменил профессию и стал коммивояжёром.
В 1914 году семья Бекманов переехала в Нормал, чтобы дети могли посещать среднюю школу, связанную с Университетом штата Иллинойс. В 1915 году они переехали в Блумингтон, где Арнольд получил возможность заниматься химией на университетском уровне. Он был в числе лучших учеников, и в начале 1918 года ему разрешили завершить школьное обучение досрочно, в связи с Первой мировой войной. Он занимался химическим анализом образцов железа для предприятия Keystone Steel and Iron.
В августе 1918 года Бекман записался в морскую пехоту США. Ожидая в Нью-Йорке отправки на фронт, он познакомился с Мэйбл Стоун Мейнзер, которая впоследствии стала его женой. Через несколько дней было подписано перемирие, поэтому на войну Арнольд не попал.

## Университетское образование и преподавательская деятельность
С 1918 года Арнольд учился в Университете Иллинойса. Он получил степень бакалавра химической инженерии в 1922 году и степень магистра физической химии в 1923 году. Для получения докторской степени он решил поступить в Калифорнийский технологический институт. Он провёл там год, но затем вернулся в Нью-Йорк, чтобы быть рядом со своей невестой Мэйбл. Он устроился на работу в инженерный отдел Western Electric. Работая с Уолтером Шухартом, разработал систему технического контроля для вакуумных электронных ламп. В этот период Бекман получил знания в области схемотехники и впервые проявил интерес к электронике.
Бекман женился на Мэйбл 10 июня 1925 года. В 1926 году пара вернулась в Калифорнию, и Бекман возобновил учёбу в Калифорнийском технологическом институте. Вместе со своим научным руководителем Роско Дж. Дикинсоном Бекман работал над прибором для определения энергии ультрафиолетового света. Принцип работы прибора состоял в нагревании термопары теплом ультрафиолетового излучения с последующим измерением электродвижущей силы. После получения докторской степени в области фотохимии в 1928 году Бекману было предложено остаться в Калифорнийском технологическом институте в качестве преподавателя, а затем профессора. Кроме Бекмана, аналогичное предложение получил Лайнус Полинг, ещё один аспирант Роско Дж. Дикинсона.
Работая преподавателем в Калтехе, Бекман делился с коллегами опытом стеклодувных работ, а его опыт в электронике помог химикам в разработке измерительных приборов. С разрешения руководства Бекман начал принимать стороннюю работу в качестве научного и технического консультанта для правительственных организаций и частного бизнеса.

## pH-метр
По заказу цитрусовой компании Sunkist Growers Бекман занялся проблемой измерения кислотности перерабатываемой продукции. В конечном счёте это привело Бекмана к созданию запатентованного электронного прибора под названием acidimeter. Впоследствии Бекман переименовал своё изобретение в pH-метр.
Первые экземпляры прибора весили 7 килограммов и стоили довольно дорого — 195 долларов. Несмотря на это, они успешно продавались. Бекман покинул Калифорнийский технологический институт и стал президентом собственной компании, носившей название «Национальные технические лаборатории» (ныне Beckman Coulter).

## Спектрофотометрия
Предприятие Бекмана занималось не только производством измерительных приборов, но и разработкой новых. В 1940 году сотрудники Бекмана создали прибор, получивший название DU Spectrophotometer. Он позволял измерять излучение видимого и ультрафиолетового диапазонов. Это устройство упростило и оптимизировало анализ образцов, позволяя исследователям выполнять биологическую оценку вещества с точностью
99,9 % в течение нескольких минут, в отличие от недель, которые требовались ранее для получения результатов с точностью только 25 %.

## Секретные разработки военного времени

### Инфракрасный спектрофотометр
Успех ультрафиолетового спектрофотометра привёл к тому, что Бекман получил секретный заказ на разработку и изготовление инфракрасного спектрофотометра. В связи с войной США столкнулись с проблемой нехватки сырья для производства резины, и прибор был нужен для изучения свойств толуола и бутадиена в рамках проекта по синтетическому каучуку. За основу была взята конструкция, разработанная Робертом Браттейном для Shell Development Company. В результате был создан спектрофотометр Beckman IR-1. В сентябре 1942 года учёные-исследователи получили первые приборы.
До окончания Второй мировой войны прибор был засекречен, а в послевоенное время Бекман начал продажу инфракрасных спектрофотометров. В 1953 году он решил радикально переработать инструмент. Результатом стала модель IR-4, обладавшая большими возможностями.

### Потенциометр helipot
Ещё одной секретной разработкой того времени был потенциометр для военного применения. Потенциометр, разработанный Бекманом ранее для pH-метра, обладал достаточной точностью для использования в радарной технике, но военным потребовалась модель с повышенной устойчивостью к ударам и вибрации. Модель A Helipot оказалась весьма успешной и принесла существенный доход. Бекман создал отдельную компанию, Helipot Corporation, занимающуюся производством электронных компонентов.

### Кислородомер Полинга
3 октября 1940 года Национальный исследовательский комитет по вопросам обороны США признал необходимость разработки инструмента для надёжного определения содержания кислорода в смеси газов, чтобы использовать его для контроля в подводных лодках и самолётах. Прибор разработал Лайнус Полинг, вскоре Бекман получил заказ на его серийное производство. Для этого Бекман основал вторую дочернюю компанию, Arnold O. Beckman, Inc.
После войны компания Бекмана разработала анализаторы кислорода для другого рынка. Они использовались для мониторинга условий в инкубаторах для недоношенных детей. В частности, их использовали медики Университета Джонса Хопкинса.

### Манхэттенский проект
Для учёных Манхэттенского проекта Бекман разработал прибор для измерения уровня радиации в ионизационных камерах. Он был создан на основе pH-метра. Кроме того, Бекман разработал дозиметр для измерения воздействия радиации, чтобы защитить персонал Манхэттенского проекта. Производство дозиметров было также заказано компании Бекмана, Arnold O. Beckman, Inc.

## Борьба со смогом
В послевоенной Южной Калифорнии, в том числе в районе Пасадены, где жили Бекманы, смог стал предметом общественного внимания.
В 1947 году губернатор Калифорнии Эрл Уоррен подписал закон о контроле за загрязнением воздуха в масштабе штата. В то время не было общепринятых представлений о причинах возникновения и методах предотвращения смога. Этой проблемой занялся Бекман по запросу Торговой палаты Лос-Анджелеса (англ. Los Angeles Chamber of Commerce). С 1948 по 1952 год он занимал должность научного консультанта уполномоченного контролёра загрязнения воздуха.
Упомянутым выше уполномоченным контролёром загрязнения воздуха (англ. Air Pollution Control Officer) был Луи МакКейб, геолог с опытом работы в области химического машиностроения. Поначалу МакКейб считал главной причиной возникновения смога выбросы диоксида серы, но Бекман убедил его, что проблема требует научных исследований.
Бекман и Арье Жан Хаген-Смит, профессор Калифорнийского технологического института, совместно разработали устройство для сбора твёрдых частиц из воздуха. Хаген-Смит проанализировал образцы, собранные в Лос-Анджелесе, и сделал вывод, что они относятся к органическим пероксидам. В течение года Хаген-Смит занимался изучением химии смога. Он определил, что озон и углеводороды из дымовых труб, нефтеперерабатывающих заводов и выхлопных газов автомобилей являются ключевыми ингредиентами в образовании смога. Хаген-Смит представил результаты своих исследований в 1952 году. В том же году Бекман получил патент на «регистратор кислорода», в котором использовались колориметрические методы для измерения уровней соединений, присутствующих в атмосфере.
В дальнейшем компания Beckman Instruments разработала ряд инструментов для различного использования в мониторинге выхлопных газов автомобилей и загрязнения воздуха. Также компания производила «фургоны для контроля качества воздуха» — специализированные лаборатории на колёсах для использования правительством и промышленностью.
По предложению губернатора Калифорнии Бекман возглавил специальный комитет по загрязнению воздуха. В конце 1953 года комитет опубликовал свои рекомендации:
- предотвращение утечек испарений с нефтеперерабатывающих заводов и автозаправочных станций;
- определение стандартов для автомобильных выхлопов;
- перевод дизельных грузовиков и автобусов на пропан;
- ограничение выбросов загрязняющих веществ с промышленных предприятий или перенос их промышленных площадок с территории города;
- запрет на открытое сжигание мусора;
- развитие регионального общественного транспорта[5].

В 1954 году Бекман стал членом совета директоров Торговой палаты Лос-Анджелеса и председателем её комитета по загрязнению воздуха.
25 января 1956 года он стал президентом Торговой палаты Лос-Анджелеса. Он определил два ключевых вопроса своего срока: борьба со смогом и поддержка сотрудничества местной науки, технологий, промышленности и образования.

## Полупроводники
В 1955 году с Бекманом связался Уильям Шокли, который был его студентом в Калифорнийском технологическом институте. Шокли возглавлял исследовательскую программу Bell Labs в области полупроводниковых технологий.
Шокли хотел создать новую компанию и попросил Бекмана войти в совет директоров. После продолжительных дискуссий Бекман и Шокли достигли соглашения о намерении создать Shockley Semiconductor Laboratory в качестве дочерней компании Beckman Instruments. Предполагалось начать с автоматизированного производства транзисторов с диффузной базой.
Пожилая мать Шокли жила в Пало-Алто, поэтому Шокли хотел открыть лабораторию в соседнем Маунтин-Вью, штат Калифорния. Фредерик Терман, ректор Стэнфордского университета, предложил фирме место в новом промышленном парке Стэнфорда. Фирма была основана в феврале 1956 года, в том же году, когда Шокли получил Нобелевскую премию по физике вместе с Джоном Бардином и Уолтером Хаузером Браттейном «за их исследования полупроводников и открытие транзисторного эффекта». Полупроводниковая лаборатория Шокли была первым учреждением, работавшим над кремниевыми полупроводниковыми приборами в месте, которое стало известно как Кремниевая долина.
Предприятие Шокли не было особенно успешным — ключевые сотрудники покинули его и создали Fairchild Semiconductor.